# Billy Gould
Billy Gould, egentligen William David Gould, född 24 april 1963 i Los Angeles, Kalifornien, USA, är en amerikansk musiker och musikproducent. Han är mest känd som basist i Faith No More.

## Biografi
Gould var 1981 med och grundade bandet Faith No Man som året därpå blev Faith No More. Under större delen av sin tid i bandet använde han elbasar från Zon Guitars.
Gould var 2008–2012 med i bandet Fear and the Nervous System, bildat av Korn-gitarristen James Shaffer.

## Diskografi

### Faith No Man
- 1982 – "Quiet in Heaven/Song of Liberty"

### Faith No More
- 1985 – We Care a Lot
- 1987 – Introduce Yourself
- 1989 – The Real Thing
- 1992 – Angel Dust
- 1995 – King for a Day... Fool for a Lifetime
- 1997 – Album of the Year
- 2015 – Sol Invictus

### Fear and the Nervous System
- 2012 – Fear and the Nervous System